# Skrīveri (novads)
Skrīveri (en letton : Skrīveru novads) est une ancienne municipalité de Lettonie, située dans la région de Vidzeme, dont le chef-lieu était Skrīveri. Depuis 2021, elle fait partie de la municipalité d'Aizkraukle.

## Géographie
La municipalité s'étendait sur 105,46 km2 dans le sud-est de la Lettonie.

## Histoire
La municipalité est créée le 1er juillet 2009 à partir de la paroisses de Skrīveri qui comprenait les localités de Klidziņa, Līči et Ziedugravas.
Le 1er juillet 2021, à la suite d'une réforme administrative et territoriale, elle est supprimée et fusionnée avec la municipalité d'Aizkraukle.

## Démographie
La population s'élevait à 4 117 habitants en 2009 et à 3 337 habitants en 2020.